# 摩登時代
《摩登時代》（英語：Modern Times）是一部1936年的無聲喜劇電影，由查理·卓別林執導和編劇，被認為是美國電影史上最偉大的電影之一，也是查理·卓別林最著名的作品之一。

## 簡介
《摩登時代》雖然是默片，但是實際上它包含聲音，比如收音機和電視機的聲音；卓別林以此來幫助1930年代已經不習慣看默片的觀眾來熟悉默片中觀眾聽不到的對話。這部電影中有一個情節，是卓別林的上司觀察他在洗手間偷偷地抽煙；這個情節比喬治·奧威爾於1948年所寫的《一九八四》中的一個類似的情節早了十多年，而同樣諷刺。《摩登時代》也是第一部可以聽得到卓別林本人的聲音的電影，電影結束時他哼的那支歌是他親自哼的。雖然如此，這部電影一般依然被看作是一部默片。
2019年所上映的電影《小丑》使用大量與《摩登時代》相關的元素，比如主題曲、配樂、電影片段等。

## 演員
- 查理·卓別林 飾 工廠工人
- 宝莲·高黛 飾 Ellen Peterson "The Gamin"
- 亨利·褒曼（英语：Henry Bergman） 飾 食店主人
- Tiny Sandford（英语：Tiny Sandford） 飾 Big Bill
- 切斯特·康克林（英语：Chester Conklin） 飾 機械工人
- 阿爾·歐內斯特·加西亞（英语：Al Ernest Garcia） 飾 the Electro Steel公司的主席
- 史丹利·布萊斯頓（英语：Stanley Blystone） 飾 Gamin的父親
- 理查德·亞歷山大（英语：Richard Alexander (actor)） 飾 監獄獄友
- Cecil Reynolds 飾 部長
- Mira McKinney 飾 部長的妻子

## 荣誉
本片被美国电影学会列入以下名单：
- 1998年：AFI百年百大电影-81位
- 2000年：AFI百年百大喜剧片-33位
- 2007年：AFI百年百大电影(十周年版)-78位

## 外部連結
- 互联网电影数据库（IMDb）上《摩登時代》的资料（英文）